# Gabriel Francini
Gabriel Francini (La Plata, 12 dicembre 1969) è un ex tennista sammarinese.

## Biografia
Nato nel 1969 a La Plata, in Argentina, a 22 anni ha partecipato ai Giochi olimpici di Barcellona 1992, nel doppio insieme a Christian Forcellini, uscendo al primo turno contro la coppia greca Bavelas-Efraimoglou, vincitrice per 6-1 6-1 6-2.
Tra il 1993 e il 2000 ha disputato 26 gare di Coppa Davis, otto in singolare e 18 in doppio, ottenendo tre vittorie e cinque sconfitte nel primo e tre vittorie e 15 sconfitte nel secondo.
Nel 1999 ha vinto il bronzo nel doppio ai Giochi dei piccoli stati d'Europa in Liechtenstein insieme a Domenico Vicini.